# Banskobystrický kraj
Koordinaten: 48° 44′ N, 19° 9′ O
Der Banskobystrický kraj (Neusohler Landschaftsverband) ist ein geografisches Gebiet in der Mittelslowakei. Das Gebiet ist räumlich identisch mit dem Selbstverwaltungsbezirk Banská Bystrica (Neusohl).
Der Banskobystrický kraj (Neusohler Landschaftsverband) besteht aus folgenden 13 Untereinheiten, die in der Slowakei Okres genannt werden:
| - Banská Bystrica - Banská Štiavnica - Brezno - Detva - Krupina - Lučenec | - Poltár - Revúca - Rimavská Sobota - Veľký Krtíš - Zvolen - Žarnovica - Žiar nad Hronom |

## Geographie
Der Banskobystrický kraj hat eine Fläche von 9.454 km², wodurch er flächenmäßig der größte Bezirk (slowakisch kraj) ist. Er hat  Einwohner (Stand 31. Dezember 2024) und befindet sich in der Mittelslowakei. Die Landschaft ist meistens gebirgig und wird von den Westkarpaten sowie verschiedenen Tälern geprägt; generell senkt die Höhe vom Norden nach Süden. Im Norden befinden sich die Große Fatra und die Niedere Tatra, die Kessellandschaft unterhalb diesen zwei Gebirge heißt Horehronie (etwa: Oberes Grantal). In den westlichen Teilen befinden sich die Kremnitzer Berge, das Vogelgebirge und die Schemnitzer Berge. Im Zentrum sind die Gebirge Krupinská planina, Javorie, Poľana und der Kessel Zvolenská kotlina. Ab etwa der Stadt Detva nach Osten durchzieht das an alten Bergwerksstädten reiche Slowakische Erzgebirge mit seinen Unterteilungen (z. B. Muránska planina oder Spišsko-gemerský kras) das Gebiet. Im Süden befinden sich sowohl der lange Südslowakische Kessel als auch das Gebirge Cerová vrchovina entlang der ungarischen Grenze. Größere Flüsse sind die Hron in der Nordhälfte und Ipeľ im Zentrum und Süden; weitere Flüsse sind die Slatina, Krupinica, Rimava und ein kleiner Teil der Slaná. Der höchste Berg ist der Ďumbier in der Niederen Tatra (2046 m n.m.); der niedrigste Punkt liegt am Fluss Štiavnica bei Dudince (135 m n.m.).
Drei Nationalparks liegen völlig oder teilweise im Banskobystrický kraj: Nízke Tatry (NAPANT, Niedere Tatra) und Muránska planina (Muraner Plateau). Daneben befindet sich ein winziger Teil des Nationalparks Slovenský raj (Slowakisches Paradies) im Banskobystrický kraj. Außerdem sind vier weitere Gebiete als Landschaftsschutzgebiete geführt: Štiavnické vrchy, Poľana und Cerová vrchovina. Dazu kommt ein kleiner Teil von Ponitrie.
Verwaltungstechnisch grenzt der Banskobystrický kraj an den Žilinský kraj im Norden, Prešovský kraj im Nordosten, Košický kraj im Osten, die ungarischen Komitate Borsod-Abaúj-Zemplén im Südosten und Nógrád im Süden, den Nitriansky kraj im Westen und Trenčiansky kraj im Nordwesten.

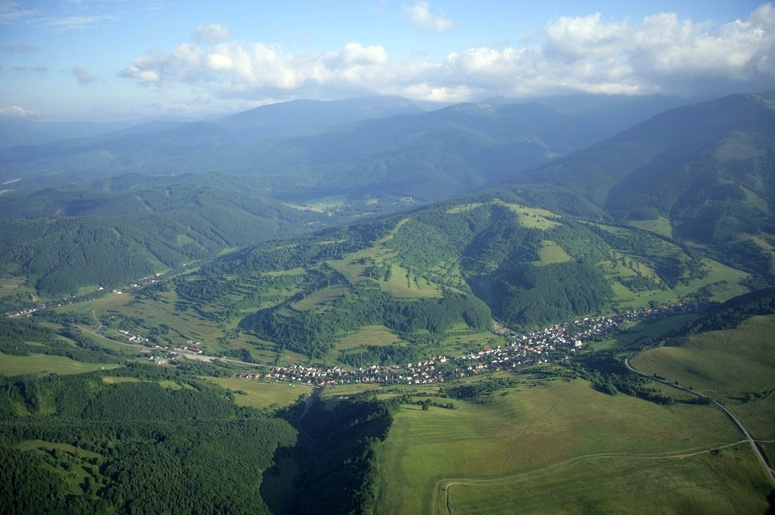
Luftbild von Mýto pod Ďumbierom unterhalb der Niederen Tatra in der Landschaft Horehronie, Okres Brezno
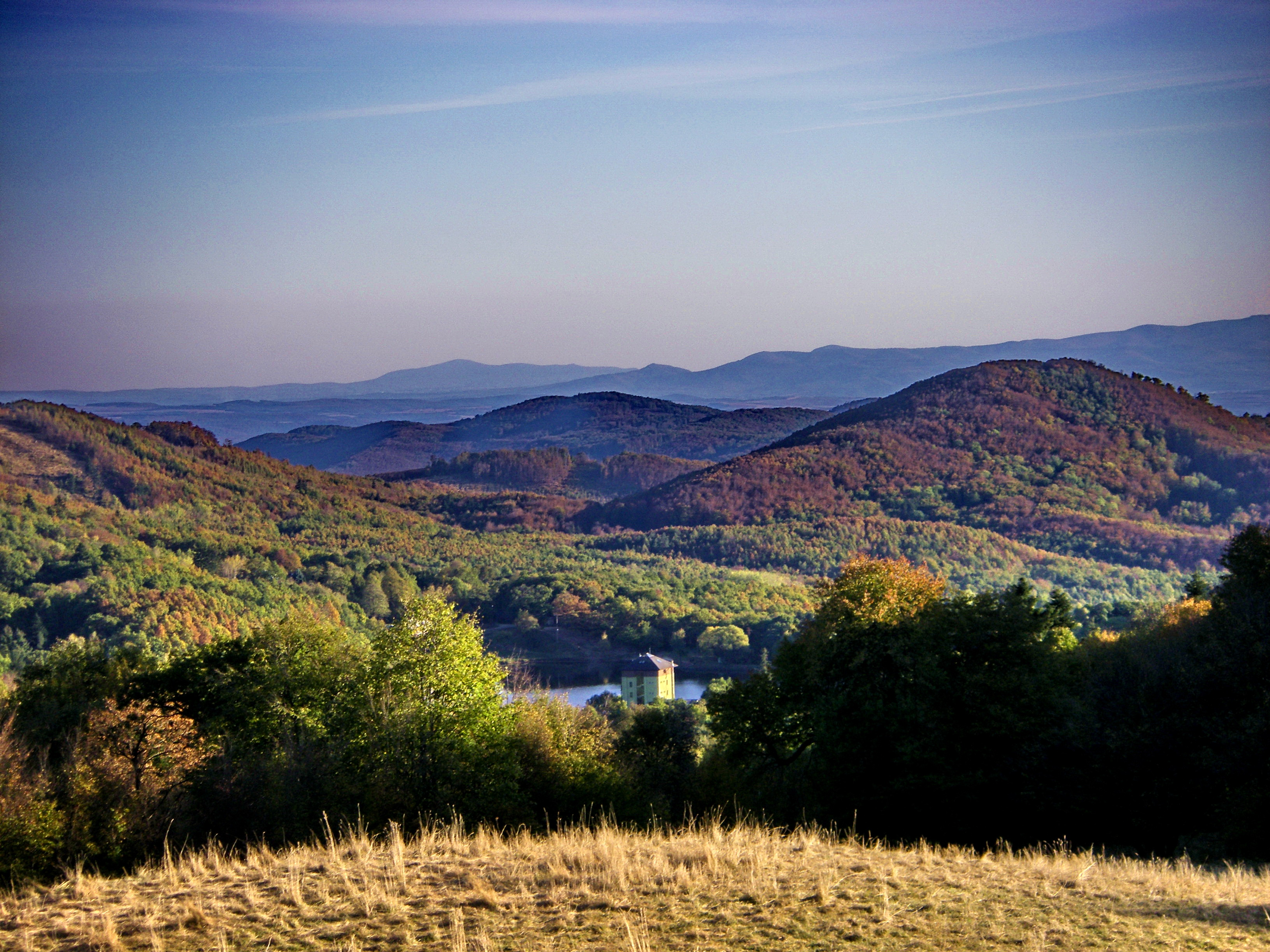
Ein tajch bei Počúvadlo in den Schemnitzer Bergen, Okres Banská Štiavnica
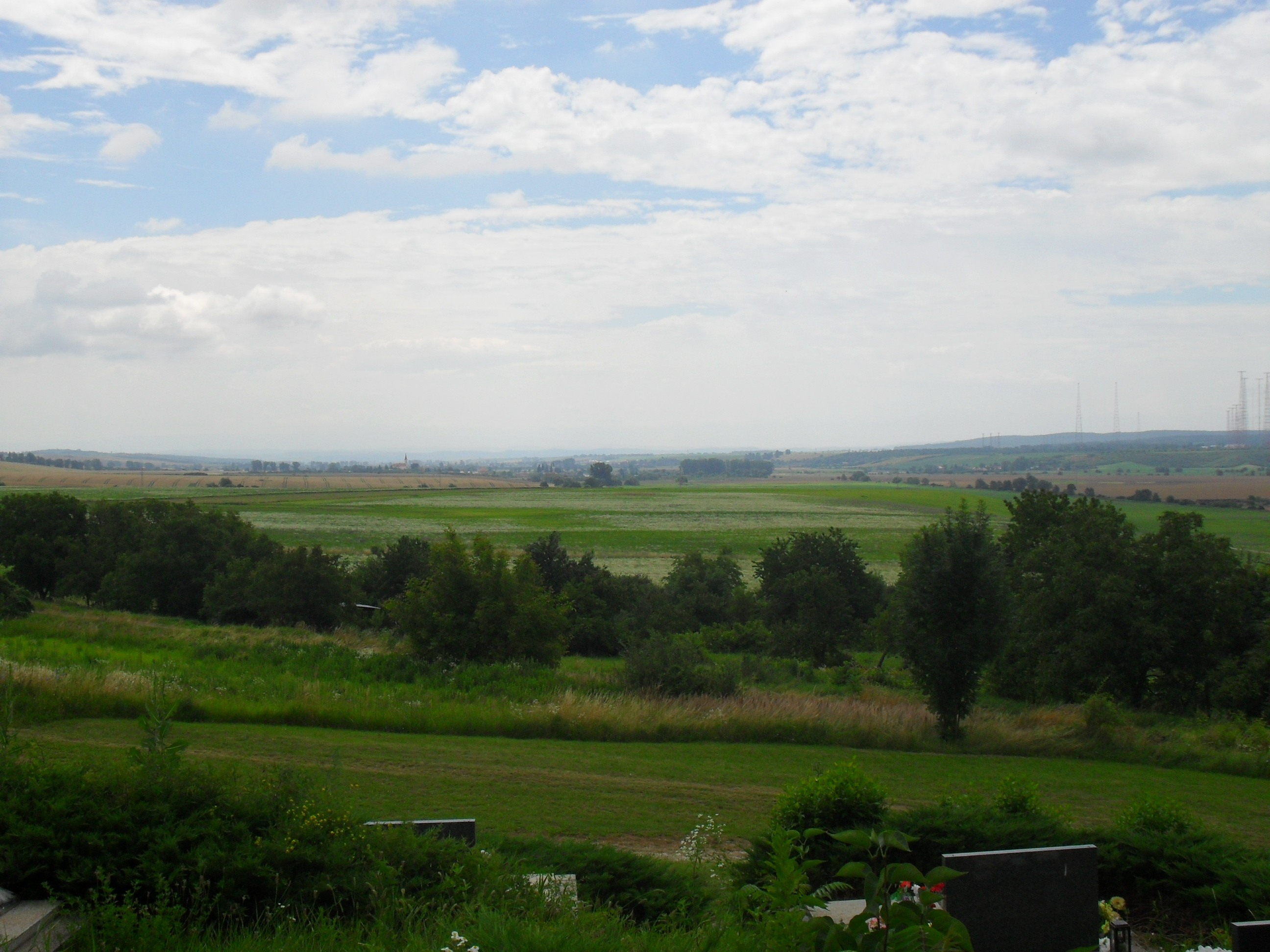
Talkessel Rimavská kotlina von Veľký Blh aus gesehen, Okres Rimavská Sobota

## Historische administrative Einheiten
Im Königreich Ungarn befanden sich hier mehrere Komitate: das Komitat Sohl lag im Zentrum, Komitat Gemer und Kleinhont im Osten, Komitat Neograd im Süden, Komitat Hont im Südwesten und Komitat Barsch im Westen.
Entwicklung nach dem Zerfall von Österreich-Ungarn im Jahr 1918:
- 1918/1919–1922: wie oben, Tschechoslowakei
- 1923–1928: Zvolenská župa (Sohler Gespanschaft, Mehrheit), Považská župa (Waager Gespanschaft, Gebiet um die Stadt Kremnica) und Podtatranská župa (Untertatraer Gespanschaft, im Osten), Tschechoslowakei
- 1928–1939: Slovenská krajina/zem (Slowakisches Land), Tschechoslowakei
- 1940–1945: Pohronská župa (Graner Gespanschaft), Erste Slowakische Republik. Das Gebiet südlich der Linie (und einschließlich) Šahy – Lučenec – Rimavská Sobota – Jelšava war 1938 – 1945 als Folge des Ersten Wiener Schiedsspruchs Teil Ungarns.
- 1945–1948: Slovenská krajina (Slowakisches Land), Tschechoslowakei
- 1949–1960: Banskobystrický kraj (Neusohler Landschaftsverband) und Košický kraj (Kaschauer Landschaftsverband) – mit den heutigen nicht zu verwechseln, Tschechoslowakei
- 1960–1990: Stredoslovenský kraj („Mittelslowakischer Bezirk“) und Východoslovenský kraj („Ostslowakischer Bezirk“), Tschechoslowakei
- seit 1996: heutiger Banskobystrický kraj (Neusohler Landschaftsverband)

## Bevölkerung
| Jahr                | 1994    | 2004    | 2014    | 2024    |
| ------------------- | ------- | ------- | ------- | ------- |
| Anzahl der Personen | 664.072 | 658.368 | 655.359 | 611.124 |
| Unterschied         |         | −0,85 % | −0,45 % | −6,74 % |

| Jahr                | 2023    | 2024    |
| ------------------- | ------- | ------- |
| Anzahl der Personen | 614.356 | 611.124 |
| Unterschied         |         | −0,52 % |

Die Bevölkerungsdichte liegt bei 69/km², deutlich niedriger als der slowakische Durchschnitt (111/km²). Die Hauptstadt ist Banská Bystrica (Neusohl), andere wichtige Städte sind Zvolen (Altsohl), Lučenec, Rimavská Sobota (Groß-Steffelsdorf) sowie die alten Bergwerksstädte Kremnitz (Kremnica) und Schemnitz (Banská Štiavnica). Insgesamt besteht der Banskobystrický kraj aus 516 Gemeinden, davon 24 Städten und umfasst auch das Militärgelände Lešť.
Nach der Volkszählung 2011 wohnten im Banskobystrický kraj genau 660.563 Einwohner. Der größte Teil entfiel auf die Slowaken (505.528 Einw., 76,5 %), gefolgt von den Magyaren (67.596 Einw., 10,2 %), Roma (15.525 Einw., 2,4 %) und Tschechen (2.941 Einw., 0,4 %). Andere Ethnien machen zusammen 0,4 % (2.859 Einw.) der Bevölkerung aus, während 66.114 Einwohner (10 %) keine Angabe zur Ethnie machten.
Konfessionell ist die römisch-katholische Kirche mit 361.774 Einwohnern (54,8 %) die am meisten verbreitete Konfession, gefolgt von der Evangelischen Kirche A. B. (69.747 Einw., 10,6 %) und reformierten (calvinistischen) Kirche (10.675 Einw., 1,6 %). Des Weiteren bekannte sich die Bevölkerung zur griechisch-katholischen Kirche (5.652 Einw., 0,8 %), evangelisch-methodistischen Kirche (2.310 Einw., 0,4 %), zu den Zeugen Jehovas (2.259 Einw., 0,3 %), zur orthodoxen Kirche (1.165 Einwohner, 0,2 %) und zur Pfingstbewegung (1.086 Einw., 0,2 %); insgesamt 2.870 Einwohner (0,4 %) bekannten sich zu einer anderen Konfession. 109.945 Einwohner (16,6 %) waren konfessionslos und bei 90.696 Einwohnern (13,7 %) wurde keine Konfession ermittelt.

## Wirtschaft
Banskobystrický kraj gehört zu den ärmeren Gebieten der Slowakei. Der durchschnittliche Bruttolohn betrug im Jahr 2010 739 Euro (Nettolohn: 579 Euro), unter dem nationalen Durchschnitt von 831 Euro (Nettolohn: 659 Euro). Die registrierte Arbeitslosigkeit war im Jahr 2015 15,3 % (nationaler Durchschnitt: 11,5 %); besonders hoch war sie in südlichen Okresy wie Rimavská Sobota (27,44 %) oder Revúca (20,24 %).

## Kultur
- Denkmalgeschützte Objekte im Banskobystrický kraj